# Gonomyia otiosa
Gonomyia otiosa är en tvåvingeart som beskrevs av Alexander 1949. Gonomyia otiosa ingår i släktet Gonomyia och familjen småharkrankar.
Artens utbredningsområde är Peru. Inga underarter finns listade i Catalogue of Life.